# Spider Light Strike Vehicle
Pour les articles homonymes, voir LSV.
Cet article traite d'un véhicule militaire utilisé par les forces armées de Singapour. Pour le LSV utilisé par l'armée Américaine, voir Light Strike Vehicle
Le Spider Light Strike Vehicle (LSV), ou Spider LSV (Véhicule d'Assaut Léger), est un véhicule d'attaque léger et rapide non-blindé, produit par la firme Singapore Technologies Engineering pour le compte des forces armées de Singapour.

## Conception
D'un concept très similaire à celui de ses homologues américains, les Desert Patrol Vehicle's et Light Strike Vehicle's, le Spider LSV a été étudié en particulier pour les tactiques d'assaut ponctuel éclair (appelées « Tactiques Hit and Run » aux États-Unis).
Il est également capable d'entreprendre des missions de reconnaissance, de soutien des forces spéciales, et de lutte anti-guérilla à faible intensité.
En raison de son poids très réduit, le véhicule peut aisément être transporté sous élingue par des hélicoptères de moyen tonnage comme les Super Puma's et les Chinook's de l'Armée de l'Air de Singapour, ou largués directement pendant le transport aérien pour un déploiement rapide, par exemple par des avions de transport tactique comme le C-130 Hercules.

## Utilisateurs
- forces armées de Singapour